# Equipo de Rescate de aeronaves y extinción de incendios
El Rescate de aeronaves y extinción de incendios (en inglés: Aircraft Rescue and Firefighting) y también conocido como ARFF, es un tipo de equipo especial de bomberos para la extinción de incendios que implica la respuesta de emergencia, mitigación, evacuación y rescate de pasajeros y pilotos de toda aquella aeronave involucrada en un accidente aéreo.

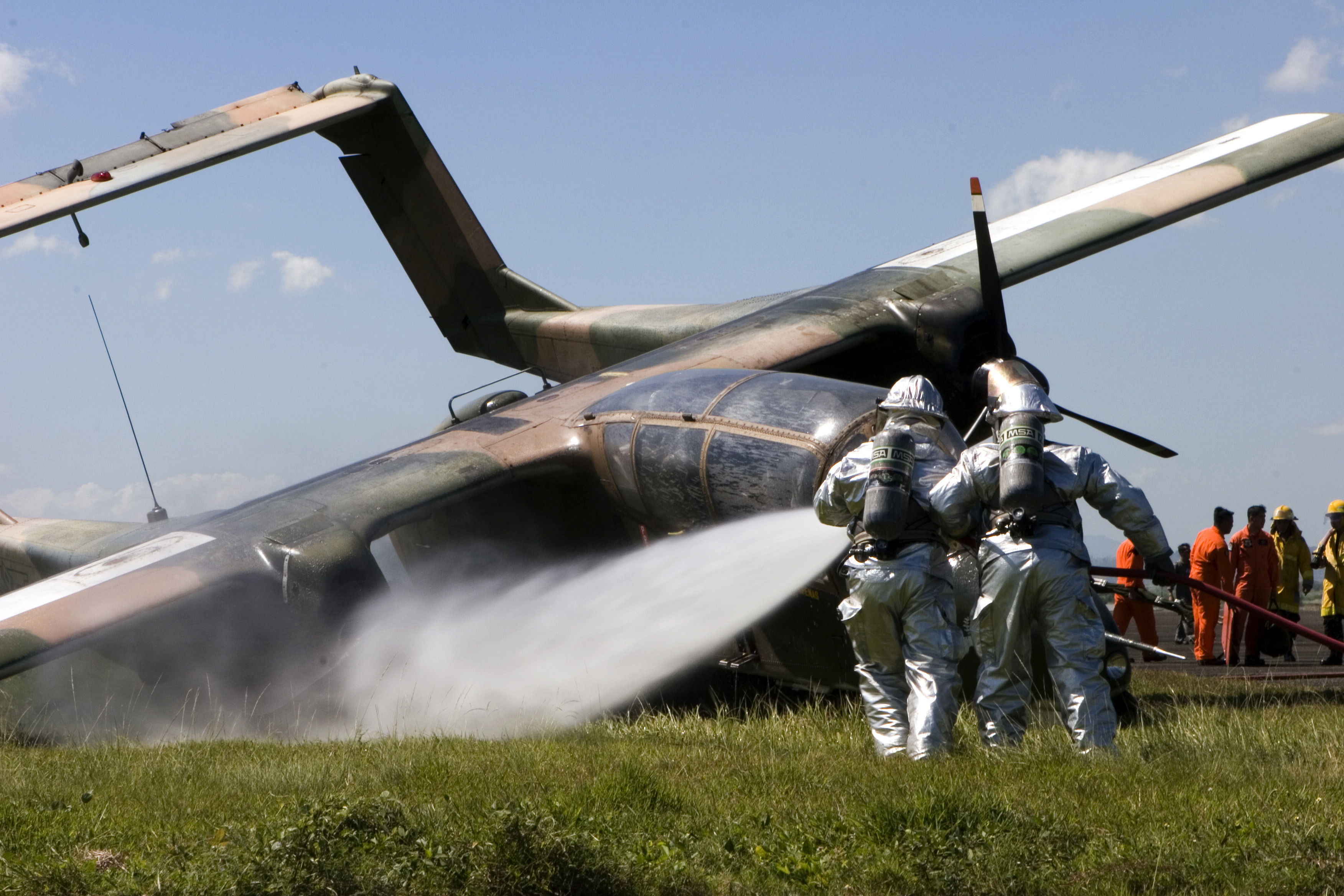
Bomberos en la escena de un accidente de un avión

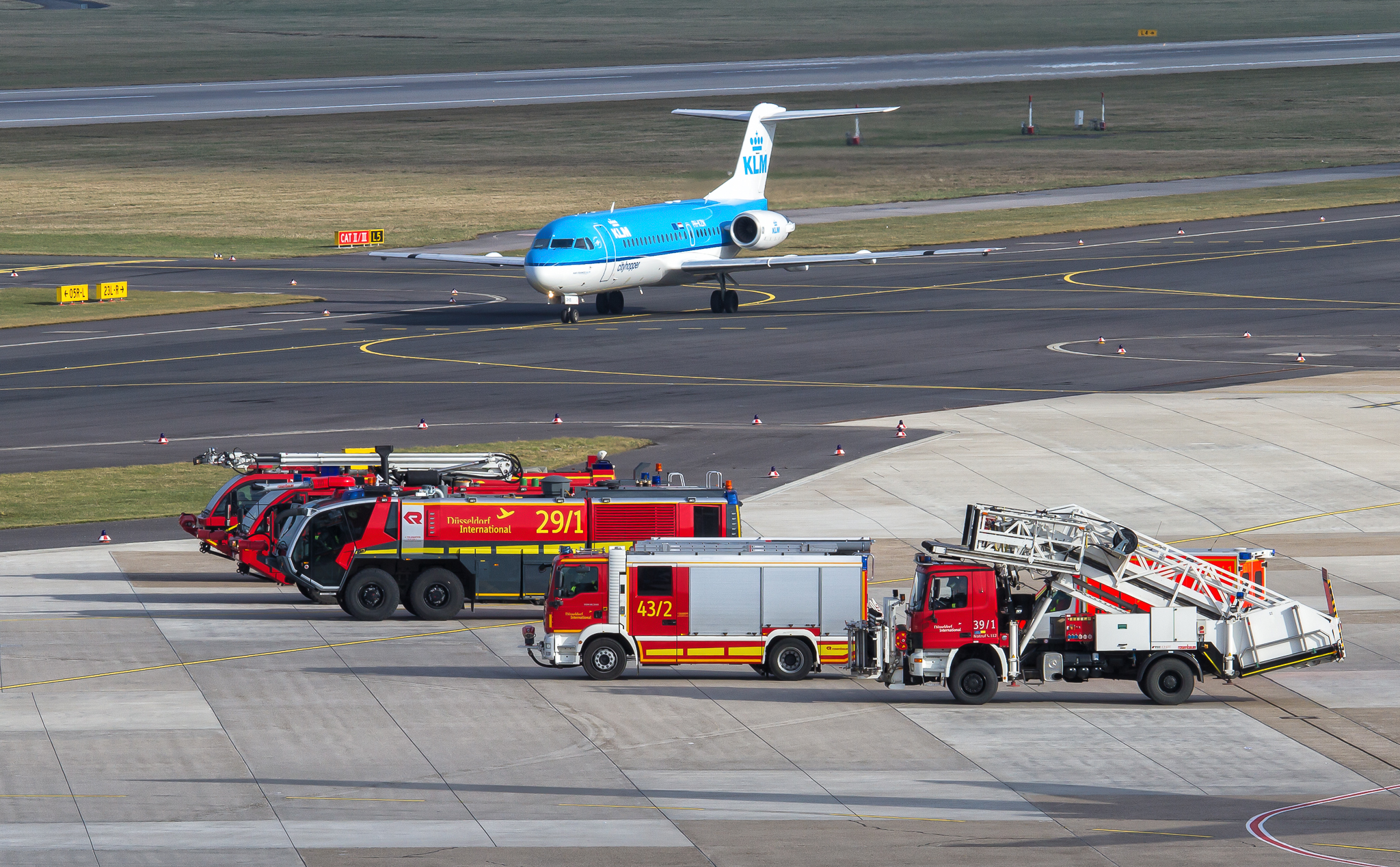
Bomberos en el Aeropuerto de Düsseldorf, Alemania

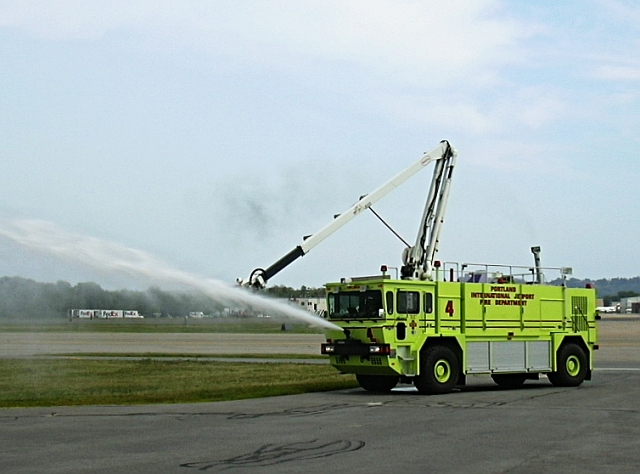
Una demostración de un licitación de accidentes en aeropuerto en el Portland International Jetport.

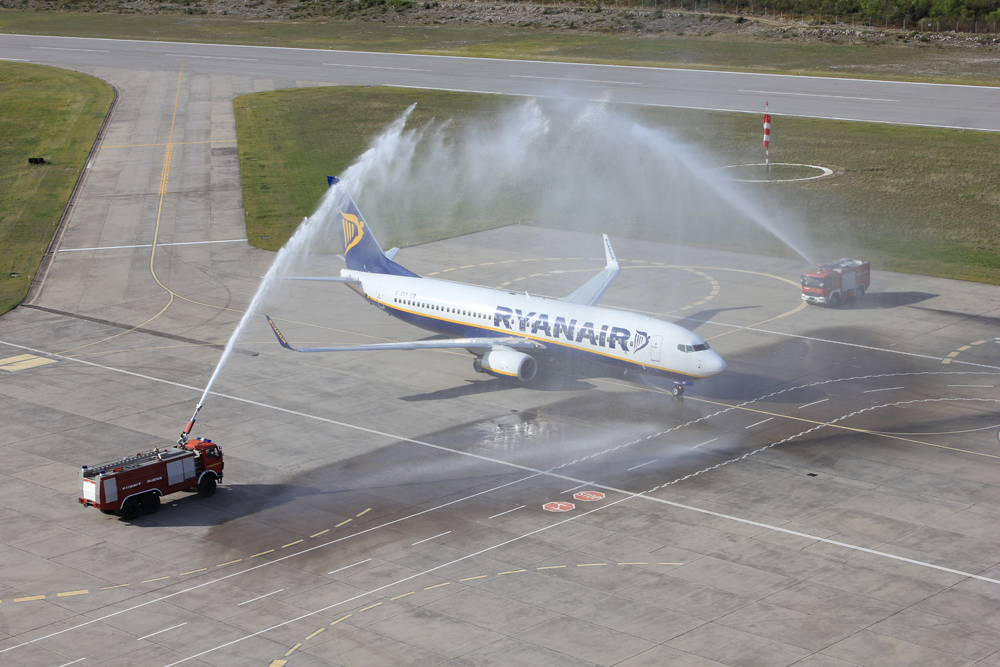
Bomberos realizando un Saludo de Agua, en Rijeka, Croatia

Los aeropuertos con vuelos regulares de pasajeros están obligados a tener bomberos o un equipo especial y vehículos contra incendios en el lugar listos para ayudar en cualquier momento en que operen las aeronaves que tengan una emergencia. Los aeropuertos pueden tener supervisión regulatoria por parte de un lazo de sus gobiernos nacionales individuales o voluntariamente según los estándares de la Organización de Aviación Civil Internacional (OACI).

## Objetivos
Debido al potencial de víctimas mortales en una emergencia aérea, la velocidad con la que el equipo y el personal de respuesta a emergencias llegan al lugar de la emergencia es de suma importancia. Su llegada y su misión inicial de proteger al avión contra todos los peligros, en particular el incendio, aumentar la capacidad de supervivencia de los pasajeros y de la tripulación a bordo. Los bomberos del aeropuerto tienen capacitación avanzada en la aplicación de espumas contra incendios, productos químicos secos y agentes limpios utilizados para extinguir el combustible de aviación quemado dentro y alrededor de una aeronave con el fin de mantener un camino libre para evacuar a los pasajeros y salir del área de riesgo del incendio. Además, si se encuentra un incendio en la cabina o se extiende hasta allí desde un incendio externo, los del equipo ARFF también deben trabajar para controlar y extinguir estos incendios.
Lo principal para la mitigación de riesgos y la evacuación segura de pasajeros ambulatorios es la necesidad de realizar operaciones de rescate. Los pasajeros que no puedan salir por sí mismos deben ser retirados del avión y recibir atención médica. Este proceso requiere mucha mano de obra y requiere tanto bomberos como personal de apoyo. Debido a la naturaleza de un incidente con víctimas masivas, los trabajadores de rescate emplean trajes para clasificar a las víctimas y dirigir sus esfuerzos hacia donde puedan maximizar la supervivencia.
Después de que la emergencia se declare bajo control, la función ARFF vuelve a ser la de proteger la escena, eliminar cualquier peligro periférico o de evolución lenta y ayudar a preservar la escena para los investigadores.[cita requerida]
En 2016, un bombero emiratí murió a causa de quemaduras cuando intentaba apagar el incendio en el accidente del vuelo 521 de Emirates. El hombre fue la única víctima mortal.
Debido a la rareza de los incendios de aviones, los bomberos suelen tener otras tareas habituales, como cargadores de equipaje o guardias de seguridad, que deben abandonarse ante las alarmas de incendio.[cita requerida]

## Vehículos

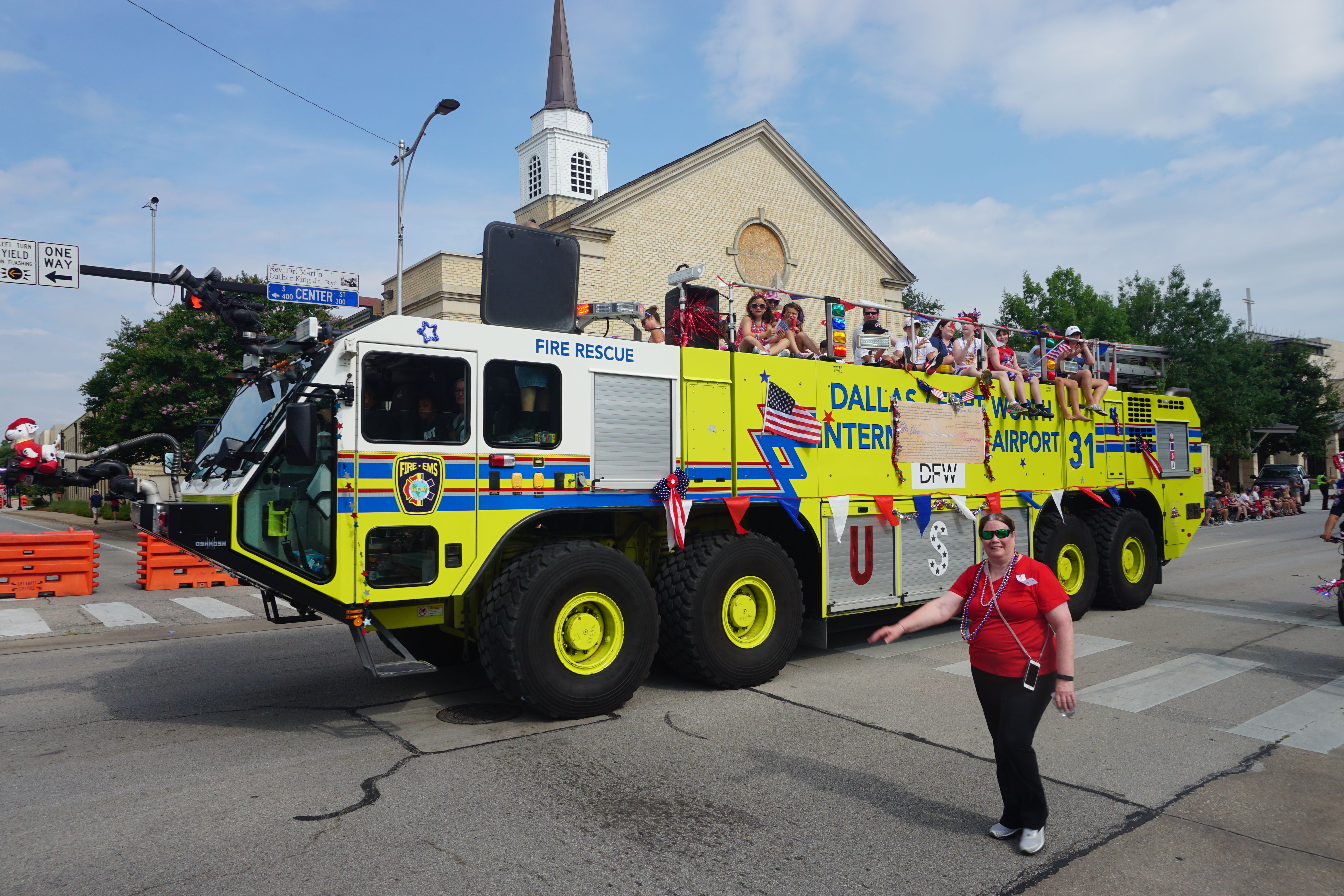
Rescate de bomberos del aeropuerto DFW en Texas

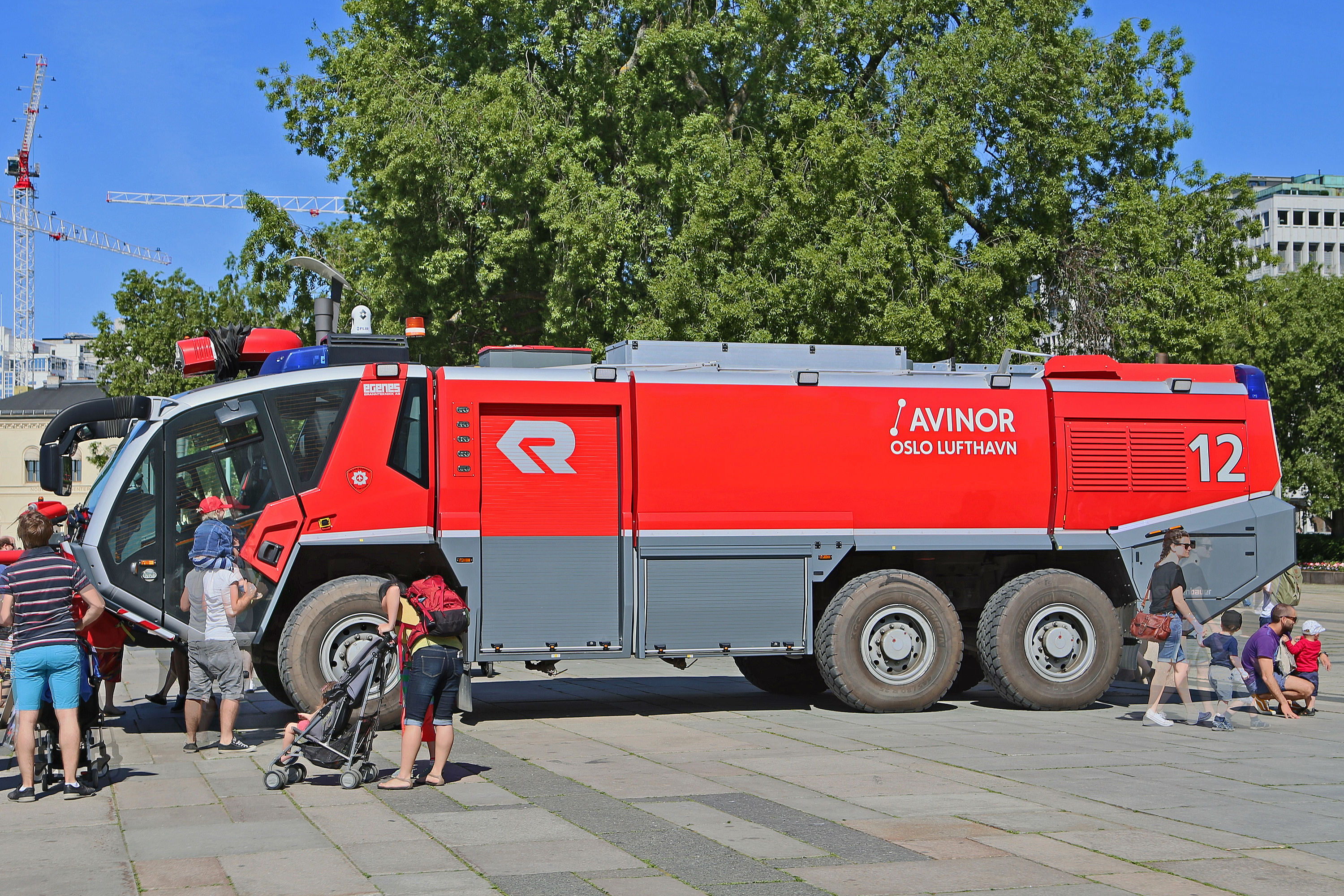
Camión de bomberos en Oslo

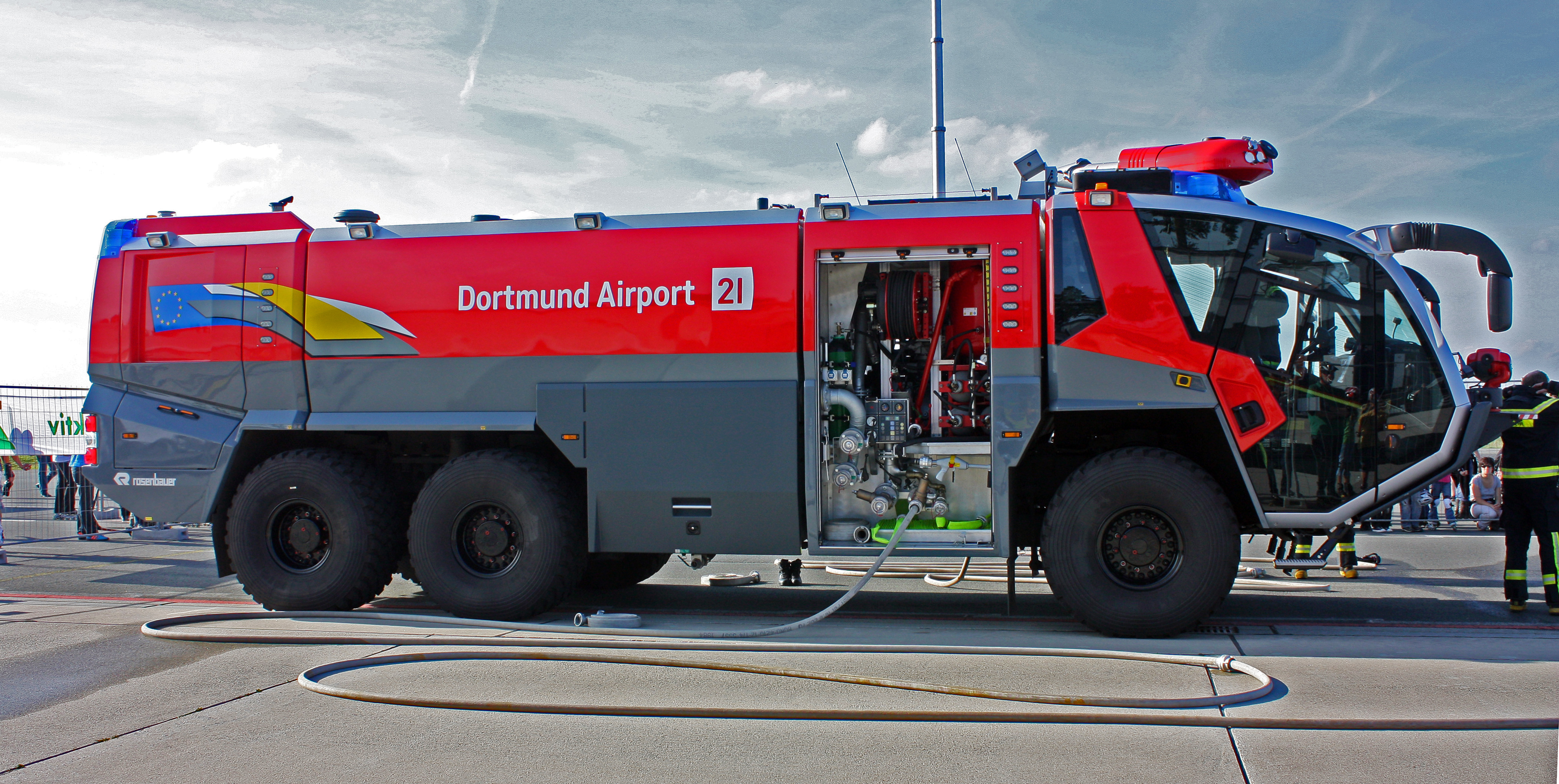
Un Rosenbauer Panther 6x6 en el aeropuerto de Dortmund

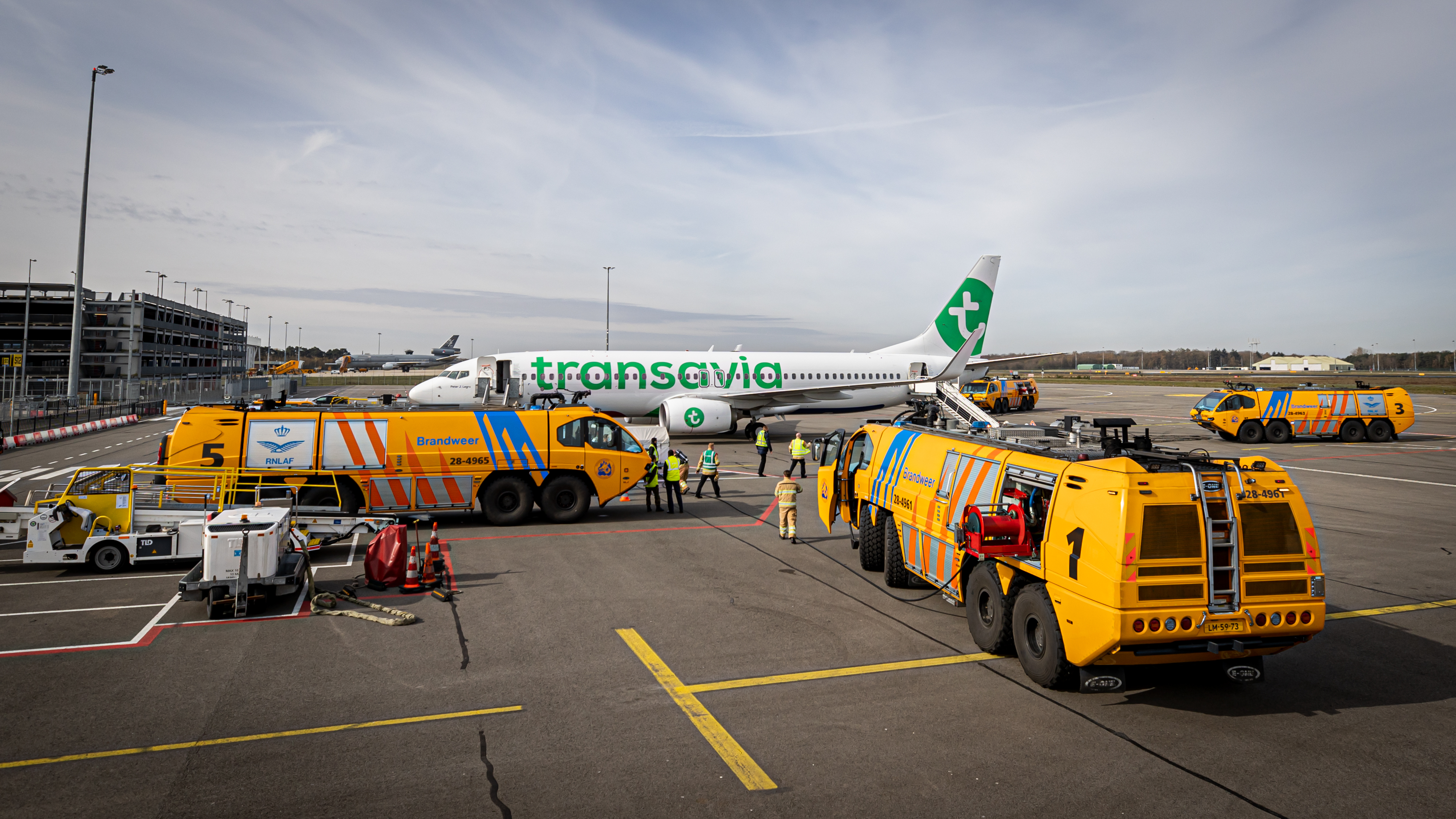
Cuerpo de bomberos militares de los Países Bajos

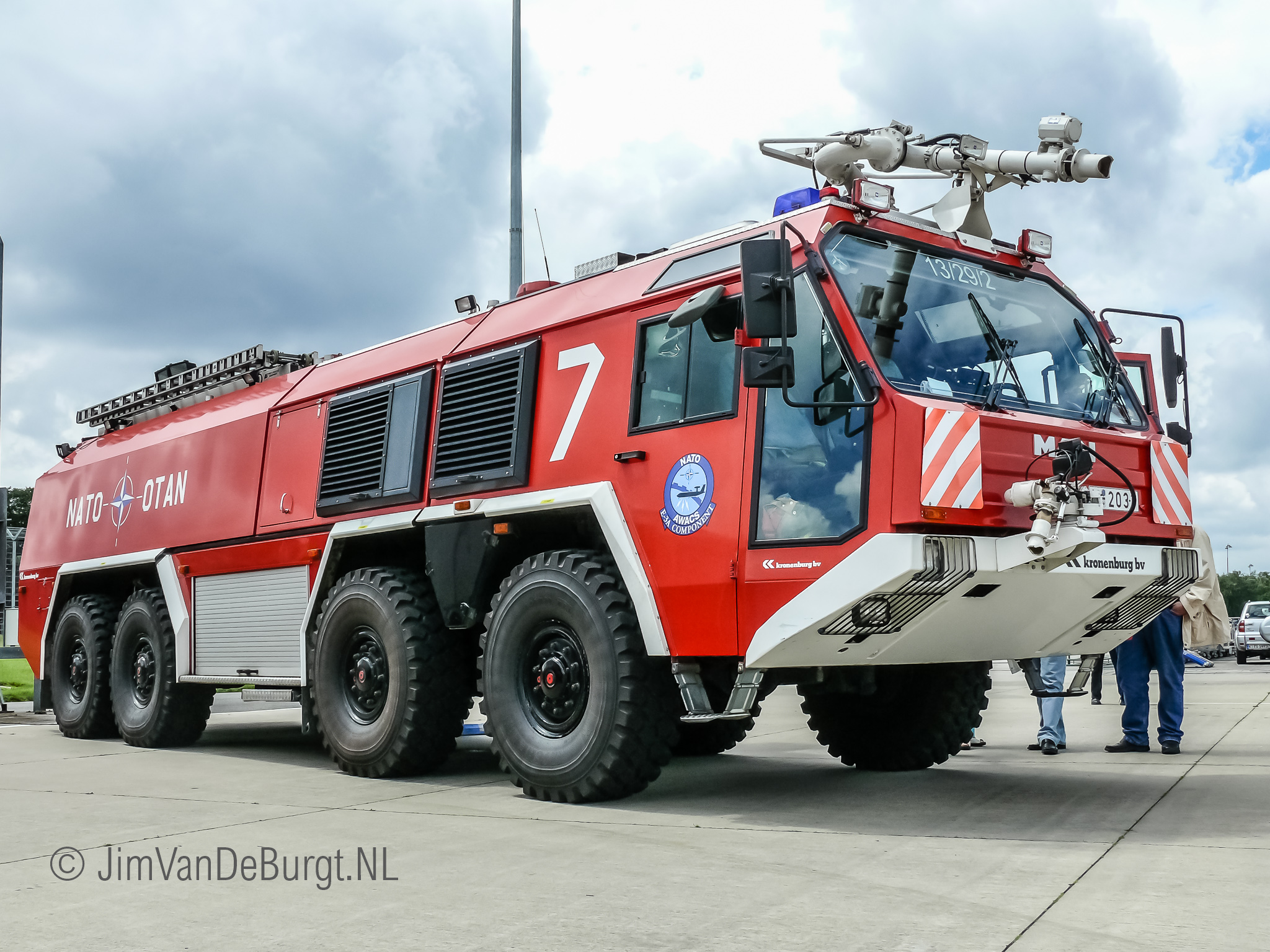
Vehículo de la OTAN

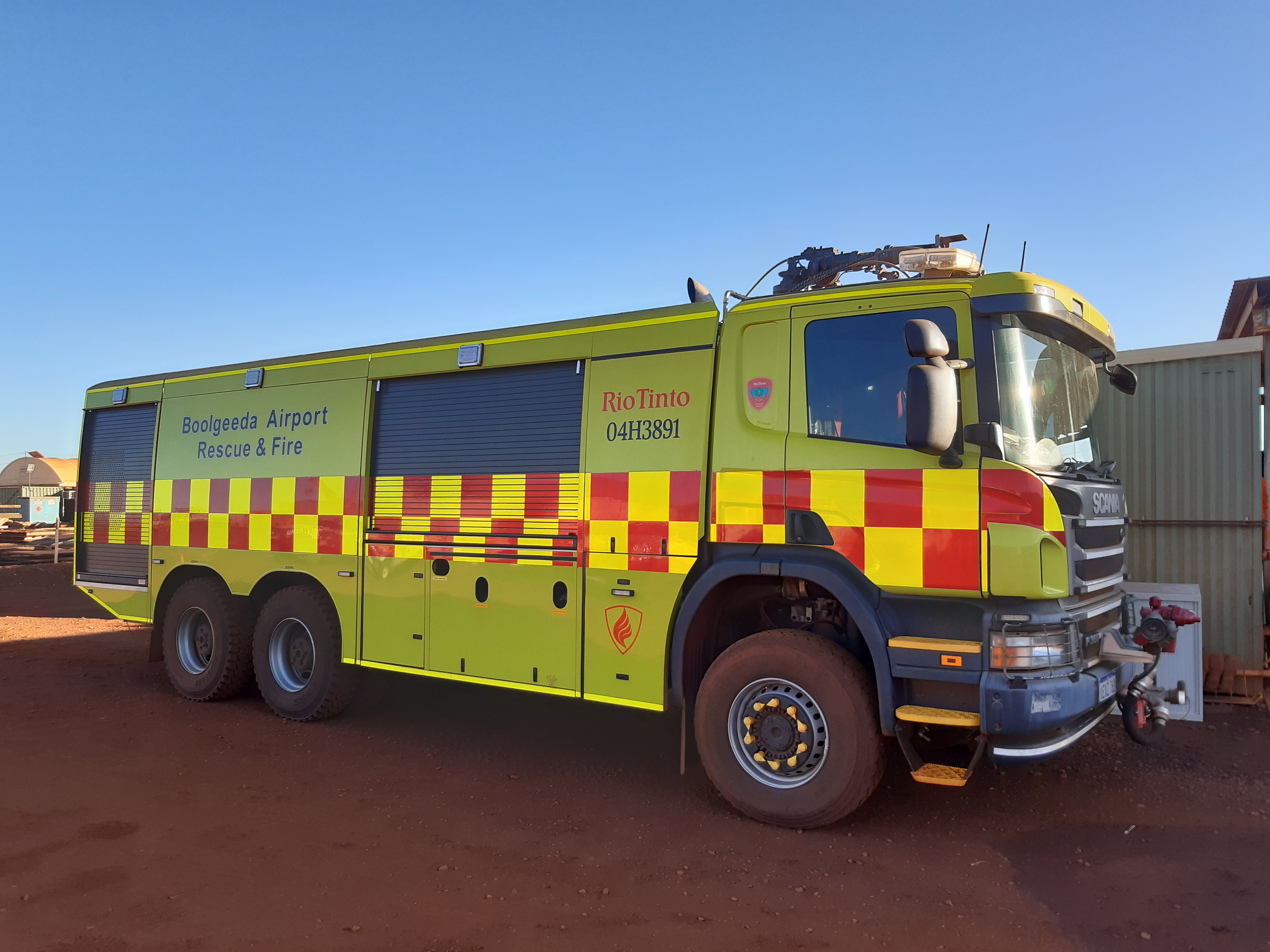
Bomberos de Scania (Western Australia)

Se requieren de diversos vehículos contra incendios especializados para la función ARFF, cuyo diseño depende de muchos factores, pero principalmente: velocidad, capacidad de transporte de agua, rendimiento todoterreno y tasas de descarga de agentes. Dado que un accidente podría ocurrir en cualquier lugar dentro o fuera de la propiedad del aeropuerto, se debe transportar suficiente agua y otros agentes para contener el incendio y permitir la mejor posibilidad de extinción, la máxima posibilidad de evacuación y/o hasta que lleguen recursos adicionales al lugar.[cita requerida]

### Equipo de protección personal
Debido al intenso calor radiante generado por la quema de combustibles, los bomberos usan conjuntos protectores recubiertos con un material plateado para reflejar el calor lejos de sus cuerpos, llamado traje de proximidad al fuego. También deben usar máscaras especiales de respiración autónomos para proporcionar una fuente de aire limpio, lo que les permitirá trabajar en presencia de humo u otros gases sobrecalentados, como cuando ingresan a la cabina en llamas de un avión.[cita requerida]

## Estados Unidos

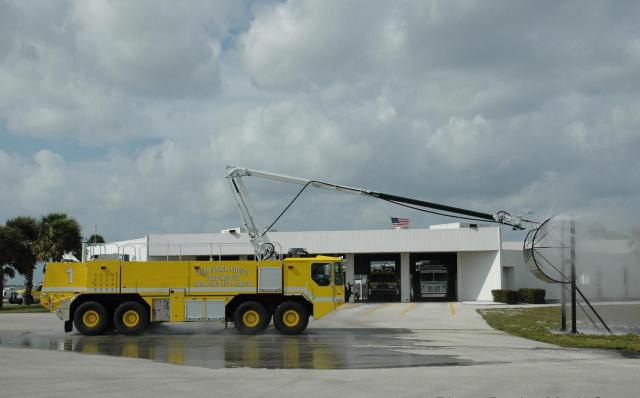
Vehículo de Palm Beach County Fire-Rescue en el Aeropuerto Internacional de Palm Beach en West Palm Beach, Florida desmontando un Snozzle.

La Administración Federal de Aviación (FAA) exige en todos los aeropuertos de Estados Unidos que prestan servicios a compañías aéreas de pasajeros regulares esten equipados con los equipos o funciones de ARFF. Estos son los únicos servicios civiles de protección contra incendios que están específicamente regulados por cualquier entidad gubernamental. Las bases militares pueden tener sus propios servicios ARFF con tareas y entrenamiento especializados.
Los aeropuertos que requieren tener servicios ARFF son inspeccionados al menos anualmente por la FAA para verificar el cumplimiento del reglamento FAR, Parte 139. Las operaciones militares ARFF deben cumplir con los requisitos de la misión para su rama individual del servicio.[cita requerida]
En muchos casos, la FAA realizará las tareas de investigación después de un incidente, pero en los casos en que haya lesiones importantes o un accidente fatal, la Junta Nacional de Seguridad en el Transporte (NTSB) investigará y el contingente ARFF ayudará cuando sea necesario.[cita requerida]

## Índice de aeropuertos
Se asigna un índice a cada titular del certificado FAA Parte 139 basado en una combinación de la longitud del avión de la Aerolínea y el número promedio de despegues. Si el avión de la aerolínea más largo en el aeropuerto tiene cinco o más despegues promedios, se utiliza el índice de coincidencia. Si el avión más largo tiene menos de cinco despegues promedio, se utiliza el siguiente índice más bajo. Ese índice determina el número necesario de vehículos ARFF y la cantidad necesaria de agentes extintores para poder extinguir el incendio.
| Índice | Aeronave longitud              | Vehículos | Descripción de Extinción de incendios |
| ------ | ------------------------------ | --------- | --- |
| A      | <90 ft (<27m)                  | 1         | 500 libras de químico seco a base de sodio, halón 1211 o agente limpio; o 450 libras de químico seco a base de potasio y agua con una cantidad proporcional de AFFF para un total de 100 galones para la aplicación simultánea de químico seco y AFFF.                                                    |
| B      | 90 ft (27m) to <126 ft (<38m)  | 1         | 500 libras de químico seco a base de sodio, halón 1211 o agente limpio y 1,500 galones de agua y la cantidad correspondiente de AFFF para la producción de espuma. |
| B      | 90 ft (27m) to <126 ft (<38m)  | 2         | Un vehículo que transporte los agentes extintores especificados en el índice A; y un vehículo que transporte una cantidad de agua y la correspondiente cantidad de AFFF de modo que la cantidad total de agua para la producción de espuma que transportan ambos vehículos sea de al menos 1,500 galones. |
| C      | 126 ft (38m) to <159 ft (<48m) | 2         | Un vehículo que transporte los agentes extintores especificados en el índice B; y un vehículo que transporte agua y la cantidad correspondiente de AFFF por lo que la cantidad total de agua para la producción de espuma que transportan ambos vehículos es de al menos 3000 galones                     |
| C      | 126 ft (38m) to <159 ft (<48m) | 3         | Un vehículo que transporte los agentes extintores especificados en el índice A; y dos vehículos que transportan una cantidad de agua y la cantidad proporcional de AFFF por lo que la cantidad total de agua para la producción de espuma que transportan los tres vehículos es de al menos 3000 galones  |
| D      | 159 ft (48m) to <200 ft (<61m) | 3         | un vehículo que transporte los agentes extintores especificados en el índice A; y dos vehículos que transportan una cantidad de agua y la cantidad proporcional de AFFF de modo que la cantidad total de agua para la producción de espuma                                                                |
| E      | 200 ft (61m) and longer        | 3         | Un vehículo que transporte los agentes extintores especificados en el índice A; y dos vehículos que transportan una cantidad de agua y la cantidad proporcional de AFFF por lo que la cantidad total de agua para la producción de espuma que transportan los tres vehículos es de al menos 6000 galones  |